# Embraer Phenom 300
Embraer EMB-505 Phenom 300 — легкий реактивний бізнес-літак, розроблений бразильською авіабудівною компанією Embraer. Він може перевозити від 6 до 10 пасажирів на дальність до 3650 км. Вартість стандартного літака без будь-яких додаткових елементів складала 8955000 доларів США в 2015 році.

## Проектування
Embraer почала проектувати Phenom 300 після усвідомлення, що потенційні клієнти Phenom 100 також хотіли б мати більший літак. Це був новий дизайн створений з метою польотів у невеликі аеропорти, такі як Лондон-Сіті та аеропорт Теллурайд.
Перший політ здійснено 29 квітня 2008 року, а 3 грудня 2009 року був виданий сертифікат типу.
29 грудня 2009 року Embraer поставив перший Phenom 300 в авіакомпанію Executive Flight Services на церемонії в штаб-квартирі компанії в Сан-Жозе-дус-Кампус, Бразилія.  Всього за чотири роки, Phenom 300 піднявся на перше місце в списку найбільш популярних бізнес-джетів з 60 екземплярами переданими замовникам в 2013 році.

## Конструкція
Phenom 300 — це низькоплан зі стрілоподібним крилом, що має горизонтальний стабілізатор з Т-образною конфігурацією оперення і висувним триколісним шасі. В задній частині літака на пілонах розміщені два турбовентиляторних двигуна Pratt & Whitney Canada PW535E, по одному на кожній стороні фюзеляжу. В герметичній кабіні є місце для дев'яти пасажирів та екіпажу з двох пілотів, а при польотах з одним пілотом на борту може знаходитися додатковий пасажир. Доступ до кабіни пілотів і салону здійснюється за допомогою вбудованого трапу на лівій стороні фюзеляжу.
Конструкція літака розрахована на 28000 циклів польоту або 35000 годин. Він побудований на 18% композиційних матеріалів, оснащений вінглетами, але не має реверса тяги двигунів.
Phenom 300 має єдину точку заправки, закриту туалетну кімнату і багажний відсік. Для створення інтер'єру літака залучалися фахівці компанії DesignworksUSA. В кабіні пілотів встановлена авіоніка Embraer Prodigy, яка базується на Garmin G1000.

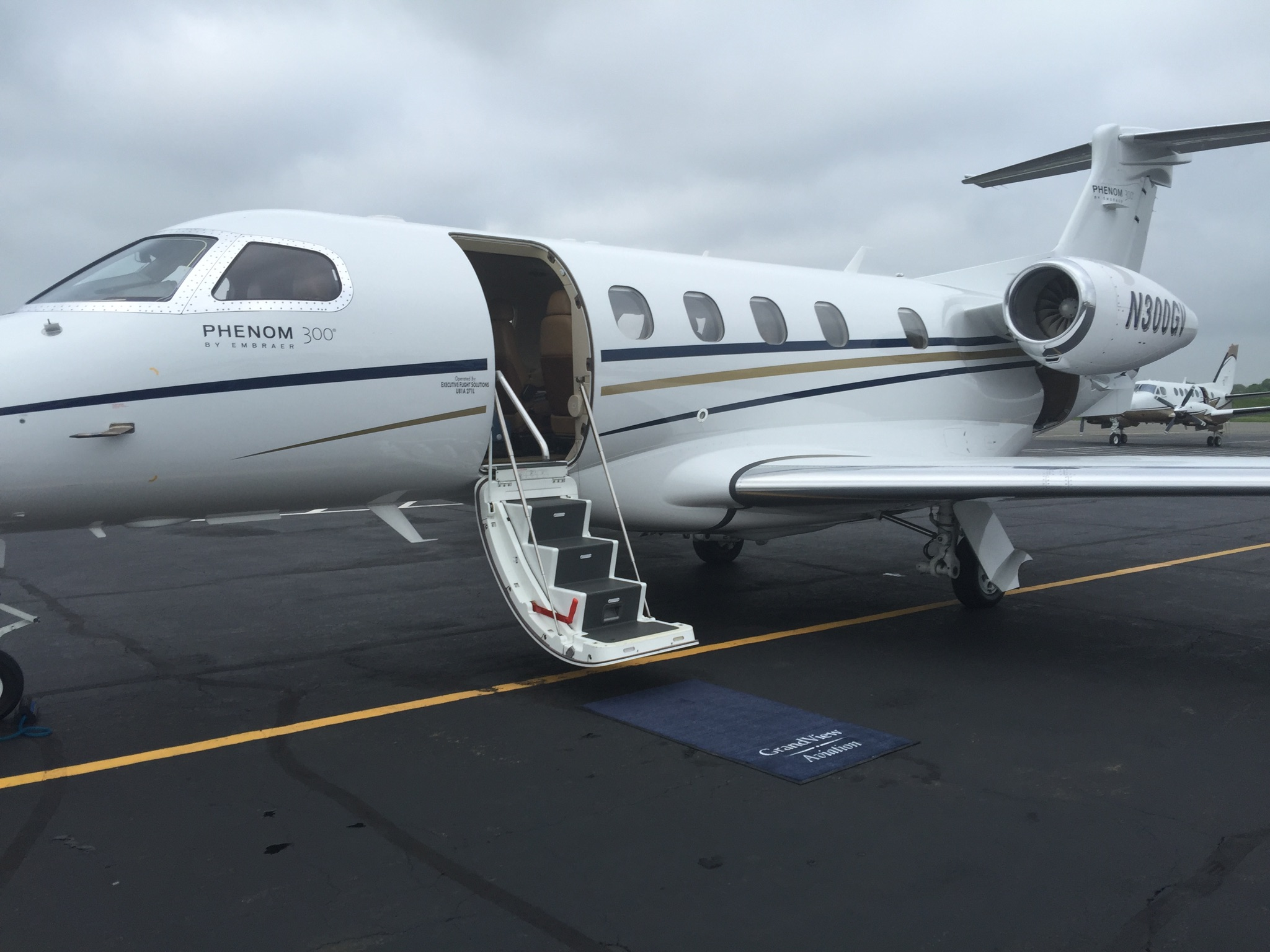
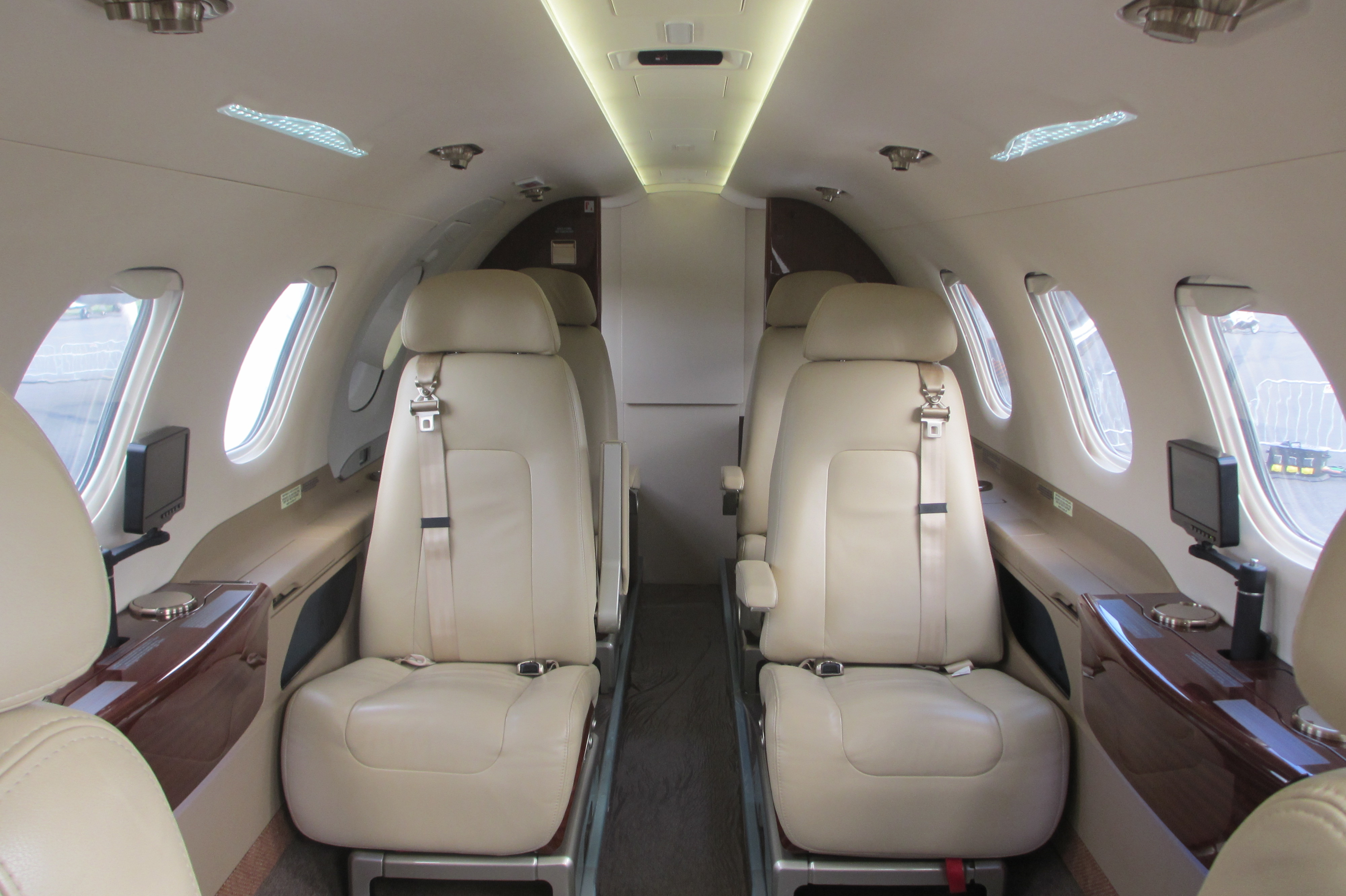

## Оператори
Велика Британія
Flairjet (Перший замовник в Європі)
 США
Flight Options

## Поставки
| Рік       | 2009 | 2010 | 2011 | 2012 | 2013 | 2014 | 2015 | 2016 | 2017 | 2018 | 2019 |
| --------- | ---- | ---- | ---- | ---- | ---- | ---- | ---- | ---- | ---- | ---- | ---- |
| Кількість | 1    | 26   | 42   | 48   | 60   | 73   | 70   | 63   | 54   | 53   | 51   |

## Специфікації
Основні характеристики
- Екіпаж: 1 чи 2 пілота
- Пасажиромісткість: 6 пасажирів (стандартна конфігурація) + 1 в кокпіті; максимум 10 включаючи[6]  1 в кокпіті та 1 на компактному туалеті)
- Довжина: 15,90 м
- Висота: 5 м
- Розмах крила: 16,20 м

- Максимальна злітна маса: 8150 кг
- Маса палива у внутрішніх баках: 2428 кг
- Силова установка: 2 ×  Pratt & Whitney Canada PW535E
- Тяга: 2 × 14,95 кН

Льотні характеристики
- Максимально допустима швидкість: 834 км/год
- Практична дальність: 3650 км

Авіоніка

- Embraer Prodigy Touch (базується на системі Garmin G3000)[7]

## Аварії та інциденти
Станом на 15 лютого 2016 року було втрачено 2 літаки.
| Дата       | Бортовий номер | Місце катастрофи | Жертви | Короткий опис |
| ---------- | -------------- | ---------------- | ------ | --- |
| 19.09.2014 | N322QS         | поблизу Х'юстона | 0/2    | Зісковзнув із злітно-посадочної смуги в аеропорту Lone Star Executive Airport (IATA: CXO) в місті Conroe, штат Техас після урагану. |
| 31.07.2015 | HZ-IBN         | Гемпшир          | 4/4    | Врізався в стоянку автомобілів при спробі приземлитися в аеропорту Блекбуш, Велика Британія.                                        |

### Пов'язані розробки
- Embraer Phenom 100

### Подібні літаки
- Cessna Citation CJ
- Learjet 40
- Learjet 45
- Learjet 70/75
- Pilatus PC-24
- Raytheon Premier I
- Raytheon Hawker 400XP
- Grob G180 SPn

### Списки
- Список цивільних літаків